# Lutherhaus Essen

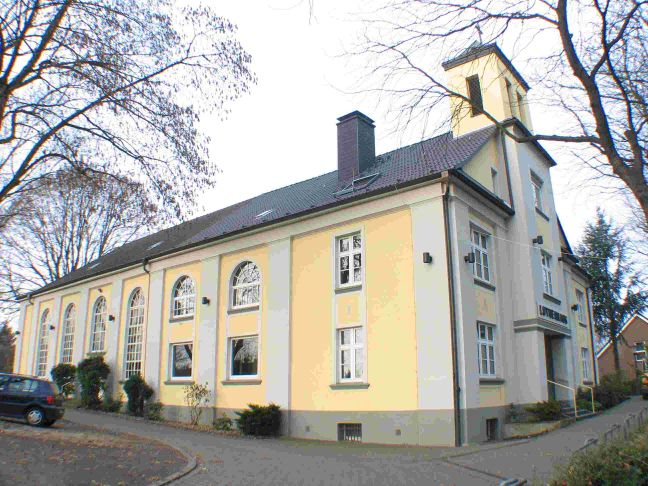
Lutherhaus

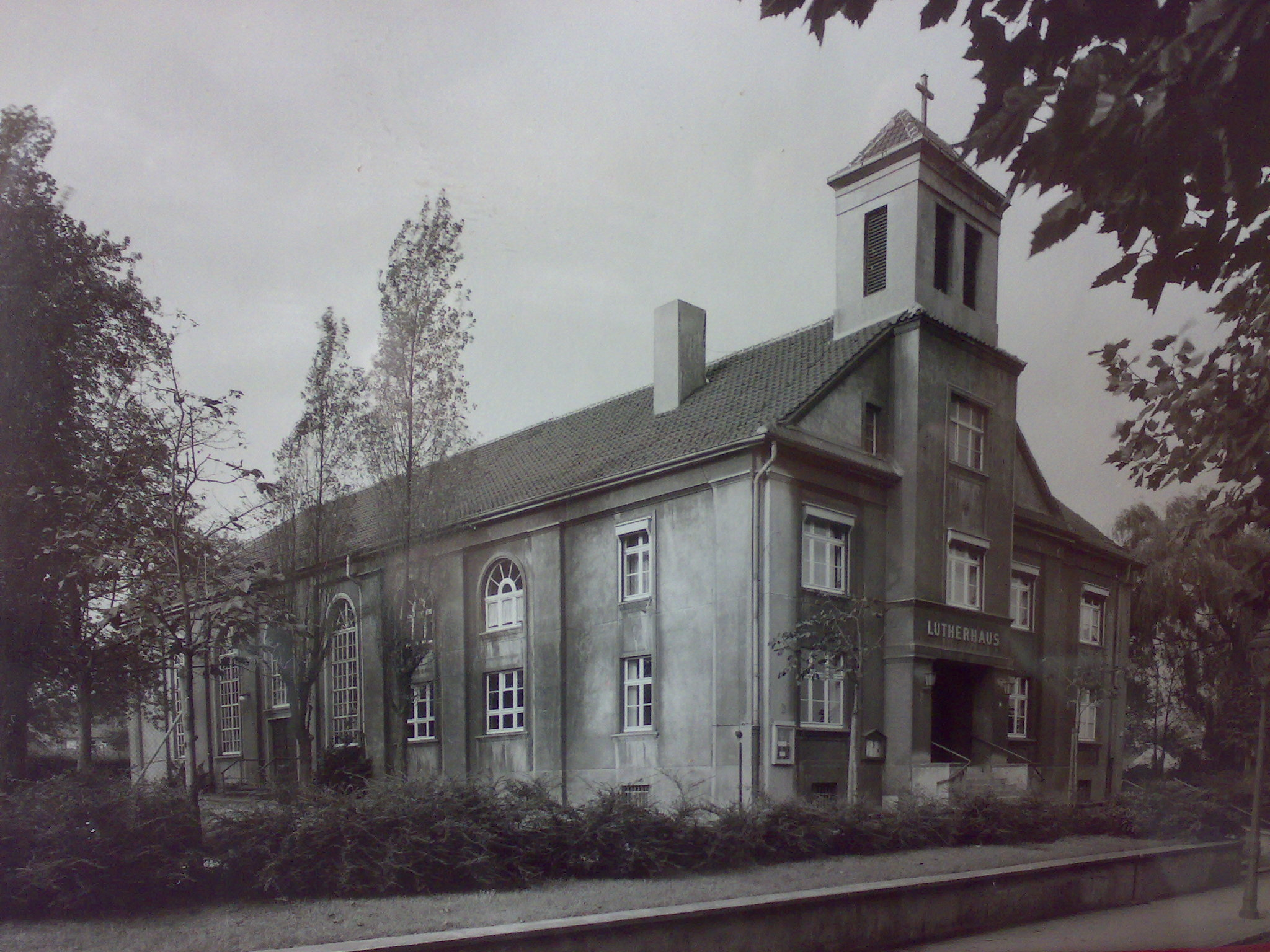
Lutherhaus im Jahre 1961

Das Lutherhaus im Essener Stadtteil Bedingrade ist das zentrale Versammlungshaus der Evangelischen Kirchengemeinde Essen Bedingrade-Schönebeck  im Kirchenkreis Essen der Evangelischen Kirche im Rheinland.

## Geschichte
Die offizielle Einweihung des Lutherhauses fand 1925 statt. Durch Bombardements im Zweiten Weltkrieg wurde das Gebäude 1944 fast vollständig zerstört, bis zum Jahre 1952 aber wieder komplett aufgebaut. Anfang der 1960er Jahre wurde ein Nebengebäude errichtet, welches als Wohnhaus des Pfarrers dient. Das hatte zur Folge, dass die Räume in der ersten Etage, die zuvor der Pfarrer bewohnt hatte, für Gemeindegruppen zur Verfügung standen. Anfang der 1980er Jahre wurde ein großer Anbau errichtet, um dem Gemeindeleben mehr Platz zu bieten. In den Jahren 2004 und 2005 wurde der Gottesdienstsaal renoviert und umgestaltet.